# Albeneck
Albeneck war ein Ort im Kreis Heiligenbeil in Ostpreußen. Seine Ortsstelle befindet sich heute im Munizipalkreis Rajon Bagrationowsk (Stadtkreis Preußisch Eylau) in der russischen Oblast Kaliningrad (Gebiet Königsberg (Preußen)).

## Geographische Lage
Die Ortsstelle Albenecks liegt im südlichen Westen der Oblast Kaliningrad, 22 Kilometer nordöstlich der früheren Kreisstadt Heiligenbeil (russisch Mamonowo) bzw. 31 Kilometer nordwestlich der heutigen Rajonshauptstadt Bagrationowsk (deutsch Preußisch Eylau).

## Geschichte
Gegründet wurde das Vorwerk Dalbelneck im Jahre 1671 und vor 1700 Albeen Eck, nach 1720 Albelneck, nach 1785 Albineck und nach 1820 Albeneck genannt. Als Gutsbezirk wurde Albeneck 1874 in den neu errichteten Amtsbezirk Pörschken (russisch Nowo-Moskowskoje) im ostpreußischen Kreis Heiligenbeil aufgenommen. 16 Einwohner zählte Albeneck im Jahre 1910.
Am 30. September 1928 verlor der Gutsbezirk Albeneck seine Eigenständigkeit, als er mit den Nachbargutsbezirken Grünwehr, Morren und Praußen in die Landgemeinde Legnitten (russisch Proletarskoje) eingegliedert wurde.
1945 kam Albeneck in Kriegsfolge mit dem gesamten nördlichen Ostpreußen zur Sowjetunion. Allerdings wurde der Ort schon in den ersten Nachkriegsjahren nicht mehr erwähnt – weder mit einer russischen Namensgebung, noch mit der Zuordnung zu einem Dorfsowjet. Somit war der Ort bald verwaist und gilt heute als untergegangen. Seine Ortsstelle liegt im heutigen Rajon Bagrationowsk (Stadtkreis Preußisch Eylau) in der Oblast Kaliningrad (Gebiet Königsberg (Preußen)) in Russland.

## Religion
Albeneck gehörte bis 1945 zum Kirchspiel der evangelischen Kirche Pörschken (russisch Nowo-Moskowskoje) in der Kirchenprovinz Ostpreußen der Kirche der Altpreußischen Union.

## Verkehr
Die nicht mehr recht erkennbare Ortsstelle Albenecke liegt westlich einer Landwegverbindung, die bei der Ortsstelle Groß Klingbeck von der Kommunalstraße 27K-109 (Kornewo–Laduschkin, deutsch Kreuzburg–Ludwigsort) abzweigt und bis nach Proletarskoje (Legnitten) verläuft.